# Sex Packets
Az 1990-es Sex Packets a Digital Underground debütáló nagylemeze. Egy koncepcióalbum, amely a "G.S.R.A." köré épül, amely egy olyan gyógyászati készítmény, melyet a kormány emberei (elsősorban asztronauták) szexuális kielégültség keltésére használnak olyan helyzetekben, ahol ez a küldetés sikerét elősegíti.
Az album 1990 tavaszán jelent meg, a két fő kislemez sikere után. Míg a Doowutchyalike csak közepes sikereket ért el a klubokban, a The Humpty Dance hatalmas siker lett, a poplisták 11., az R&B listák 7. helyére jutott, a Billboard Rap Singles listáját pedig vezette.
Az album szerepel az 1001 lemez, amit hallanod kell, mielőtt meghalsz című könyvben.

## Az album dalai
|     | Cím                      | Hossz |
| --- | ------------------------ | ----- |
| 1.  | The Humpty Dance         | 6:30  |
| 2.  | The Way We Swing         | 6:48  |
| 3.  | Rhymin' on the Funk      | 6:16  |
| 4.  | The New Jazz (One)       | 0:37  |
| 5.  | Underwater Rimes (Remix) | 4:23  |
| 6.  | Gutfest '89 (Edit)       | 5:50  |
| 7.  | The Danger Zone          | 5:51  |
| 8.  | Freaks of the Industry   | 5:38  |
| 9.  | Doowutchyalike           | 8:51  |
| 10. | Packet Prelude           | 0:57  |
| 11. | Sex Packets              | 7:21  |
| 12. | Street Scene             | 0:33  |
| 13. | Packet Man               | 4:41  |
| 14. | Packet Reprise           | 1:23  |

## Fordítás
Ez a szócikk részben vagy egészben a Sex Packets című angol Wikipédia-szócikk ezen változatának fordításán alapul.  Az eredeti cikk szerkesztőit annak laptörténete sorolja fel. Ez a jelzés csupán a megfogalmazás eredetét és a szerzői jogokat jelzi, nem szolgál a cikkben szereplő információk forrásmegjelöléseként.